# کنیچی اومایه
کنیچی اومایه (انگلیسی: Kenichi Ohmae؛ زادهٔ ۲۱ فوریهٔ ۱۹۴۳) یک اهالی کسب‌وکار، سیاست‌مدار، نویسنده، و اقتصاددان اهل ژاپن است.